# Festival Internacional del Llibre d'Art i del Film
El Festival Internacional del Llibre d'Art i del Film (en francès Festival International du Livre d'Art et du Film, FILAF) és un esdeveniment temàtic de caràcter anual, celebrat a Perpinyà (Pirineus Orientals) a finals de juny des de 2011. La finalitat del festival és presentar i premiar una selecció de llibres i pel·lícules relacionades amb l'art.

## Història i objectius

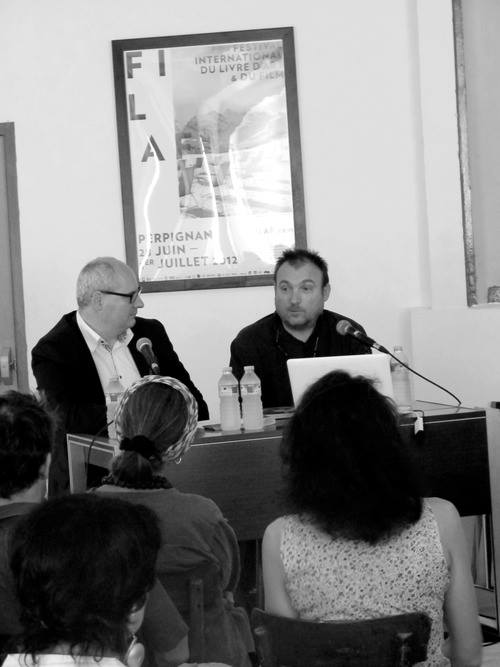
Philippe Régnier i Miquel Barceló al FILAF en 2012

Després de constatar l'absència, dins del món de l'edició, d'un esdeveniment de referència relacionat, no només amb el llibre d'artista, sinó també amb relació a filmografia sobre l'art, l'Associació COGITO, amb Sebastian Planas com a president, decideixen crear, l'any 2011, el festival internacional de llibres d'art i cinema (FILAF), a Perpinyà.
El Festival té com a objectiu presentar a la població una selecció dels millors llibres d'artista i films sobre art, apareguts a nivell internacional, al de l'any anterior a l'edició del festival. Al llarg de tot l'any un comitè científic s'encarrega de la selecció llibres i films i un jurat de professionals format per representants del sector editorial i artístic s'encarrega d'escollir els premis que s'entregaran durant el Festival.
La programació té lloc al llegendari Cinema Castillet, dos espais emblemàtics al centre de Perpinyà.
Convidats d'honor
- 2011: Matali Crasset, Yves Michaud, Ferran Adrià, Werner Hoffman[4]
- 2012: Nathalie Heinich[4]
- 2014: Daniel Buren, André S. Labarthe, Joan Roca i Fontané, Roman Signer[5]
- 2015: Sophie Calle, Alain Fleischer, Agnès Varda, Philippe Djian

## Comitè Científic
El Comitè Científic per a la selecció d'obres, està compost: Xavier Canonne (Museu de la Fotografia de Charleroi), Hélène Joubert (Musée du Quai Branly), Philippe Régnier (Quotidien de l'Art), Guillaume Faroult (Museu del Louvre), Pierre Jaubert (Librairie RMN Louvre), Florence Viguier (Musée Ingres), Eberhard Hinkel (Interart), Hervé Lœvenbruck (Galerie Lœvenbruck), Chantal Herrmann (Paris Mômes), Samuel Hoppe (Librairie Le Moniteur), Bernard Benoliel (Cinémathèque française).

## Jurats
2012
Catherine Millet, Cap de Redaccio Artpress / Fabrice Hergott, Director Musée d'art moderne de la ville de Paris / Guillaume Houzé, Director patrocini Groupe Galeries Lafayette / Xavier Cannone, Director Musée de la photographie de Charleroi / Pierre Thoretton, Productor.
2013
Robert Storr, crític d'art / Jean-Paul Boucheny, Productor / Jennifer Flay, Director FIAC / Line Ouellet, Director Musée national des beaux-arts du Québec / Éric de Chassey, Director Académie de France à Rome / Laurent Le Bon, Director Musée Picasso Paris / Marta Gili, Director Jeu de Paume (Paris).
2014
Stéphane Corréard, crític d'art / Laure Flammarion, Productor / Laurent Brancowitz, music Phoenix / Simon Baker, Patrimoni Conservador Tate Modern / Lucciano Rigolini, Productor Arte / Patricia Falguières, Presidenta Centre national des arts plastiques.
2015
Albert Serra, Productor / Aurélien Bellanger, Autor / Dominique Païni, ex Director Cinémathèque française, / Anne Tronche, crític d'art / Nazanin Pouyandeh, irania artista.

## Premiats
2011
Livres

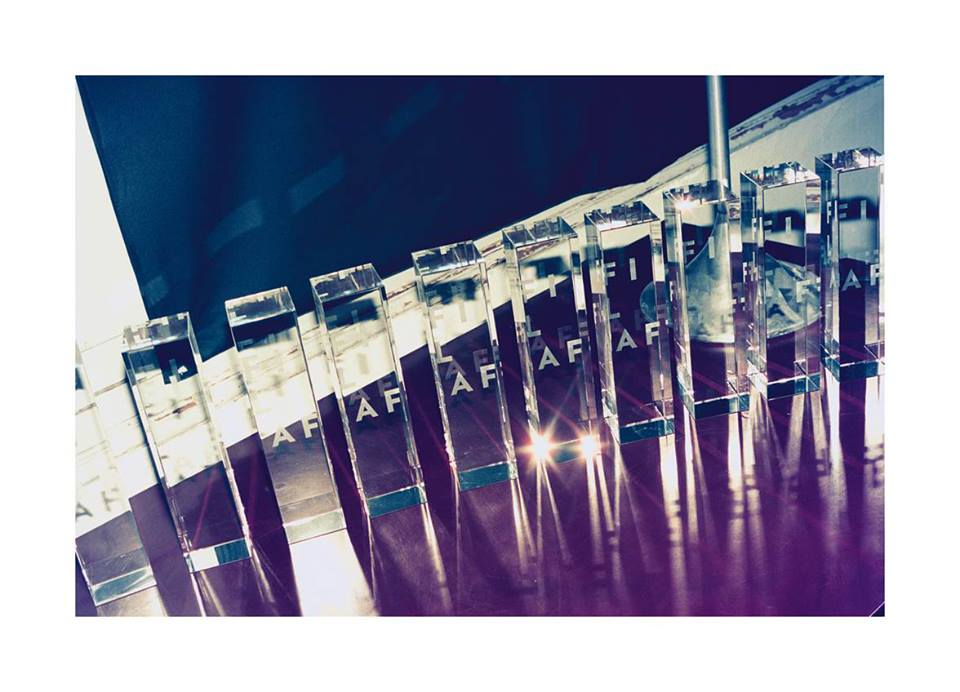
Trophées du FILAF

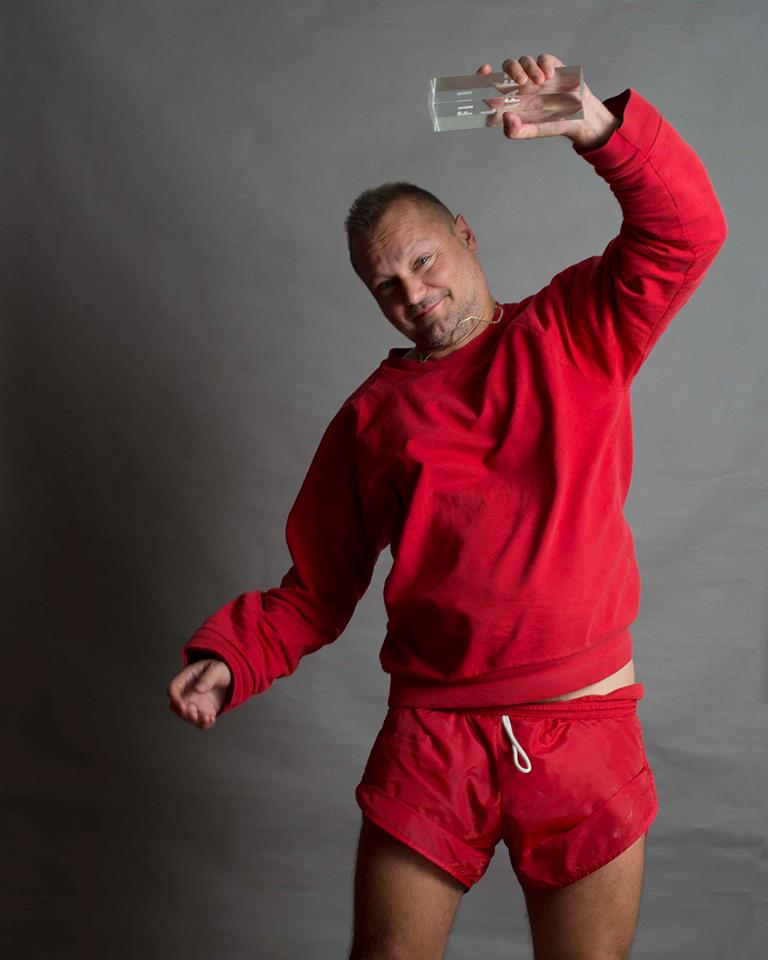
FILAF 2013 - Juergen Teller

- Millor llibre d'art africà: African Lace, a history of trade, creativity and fashion in Nigeria de Nath Mayo Adediran & Barbara Plankensteiner, éd Snoeck, 2010, Autriche
- Millor llibre d'arquitectura: CCCP - Cosmic Communist Constructions Photographed de Frédéric Chaubin, éd Taschen, 2011, Allemagne / France
- Millor llibre d'Art Modern: Gérard Gasiorowski - Recommencer, commencer de nouveau la peinture de Thomas West, Frédéric Bonnet, Éric Mangion, Laurent Manoeuvre et Erik Verhagen, éd Hajte Cantz, 2010, France / Allemagne
- Millor llibre d'art contemporani: Monographie de Bernard Dufour de Fabrice Hergott, éd de la Différence, 2010, France
- Millor llibre de belles arts: Acob Van Loo, 1614-1670 de David Mandrella, éd Arthena, 2011, France
- Millor llibre d'art sobre una col·lecció: Art and Activism: Projects of John and Dominique de Menil de Laureen Schipsi et Josef Helfenstein, éd Laureen Schipsi & Josef Helfenstein / The Menil Collection, 2010, États-Unis
- Millor llibre d'art al segle Plantilla:S-: Jean-Léon Gerôme de Laurence des Cars, Édouard Papet et Dominique de Font-Réaulx, éd Skira, Flammarion, 2010, France / États-Unis
- Millor llibre de fotografia: Fénautrigues de Jean-Luc Moulène et Marc Touitou, éd La Table Ronde, 2010, France
- Millor llibre de pel·lícula: Opération Dragon de Robert Clouse de Bernard Benoliel, éd Yellow Now, 2010, Belgique
- Millor llibre de disseny: Campana Brothers, Complete Works (So Far) de Darrin Alfred, Deyan Sudjic, Li Edelkoort, Stephan Hamel et Cathy Lang Hö, éd Rizzoli / Albion, 2010, États-Unis
- Millor llibre d'art de joves: Animaux à mimer de Alexandre Rodtchenko et Serguei Mikhaïlovitch Tretiakov, éd Memo, 2010, Russie / France
- Gran Premi del Jurat: African Lace, a history of trade, creativity and fashion in Nigeria de Nath Mayo Adediran & Barbara Plankensteiner, éd Snoeck, 2010, Autriche

2012
Livres
- FILAF d'Or: Scrapbook - Gilles Caron de Marianne Caron-Montely, éd ditions Lienart, 2012, France
- FILAF d'Argent: Saul Bass: A Life in Film & Design de Pat Kirkham et Jennifer Bass, éd Laurence King Pb, 2011, Angleterre
- Premi Especial del Jurat: Fritz Lang au travail de Bernard Eisenschitz, éd Phaïdon, 2011, Autriche

Films
- FILAF d'Or: Mendelsohn's incessant visions de Duki Dror, 71 min, 2011 (Germany / Israël), prod.: Zigote Films[11]
- FILAF d'Argent: Marina Abramovic, the artist is present de Matthew Akers, 1h46, 2012 (États-Unis), prod.: Show of Force / HBO / MoMA
- Premi Especial del Jurat: Jean-Olivier Hucleux de Virgile Novarina, 60 min, 2011 (France), prod.: a.p.r.è.s. productions / Virgile Novarina[12]
- Preu "favorit": Somewhere to disappear de Laure Flammarion et Arnaud Uyttenhove, 57 min, 2011 (France), prod.: MAS Films

2013 · 
Livres
- FILAF d'or ex-æquo: L'Art des années 60 de Anne Tronche, éd ditions Hazan, 2012[14]
- FILAF d'or exæquo: Gustav Klimt, Tout l'œuvre peint de Tobias G. Natter, éd Taschen
- FILAF d'Argent: Annales du cinéma français, les voies du silence, 1895-1929 de Pierre Lherminier, éd Nouveau Monde
- Prix spécial: Fully booked, ink on paper: Design & Concepts for New Publications de Andrew Losowsky, ed Gestalten

Films
- FILAF d'or: Le siècle de Cartier- Bresson, de Pierre Assouline, 55 min, 2012 (France), prod.: Arte France / INA / Cinétévé / Fondation Henri Cartier-Bresson ;
- FILAF d'or: Sol LeWitt, de Chris Teerink, 72 min, 2012 (Pays-Bas), coprod.: Doc.eye.film / AVRO télévision
- FILAF d'Argent: Dalí, génie tragi-comique, de François et Stéphan Lévy-Kuentz, 52 min, 2012 (France), prod.: INA / Centre Georges Pompidou / AVRO / France 5 / RTBF / RAI educational / SBS
- Premi Especial del Jurat: Hélio Oiticica de Cesar Oiticica Filho, 94 min, 2012 (Brésil), prod. Guerrilha Filmes

2014
Livres
- FILAF d'Or: Guy de Cointet de Frédéric Paul, éd Flammarion
- FILAF d'Argent: Peter Zumthor Buildings & Projects, 1985-2013 de Thomas Durisch et Peter Zumthor, éd Scheidegger et Spiess éditions
- Premi Especial del Jurat: Lalibela: capitale de l'art monolithe d'Éthiopie de Claude Lepage et Jacques Mercier, éd Picard éditions

Films
- FILAF d'Or: Tarr Béla, I used to be a filmmaker de Jean-Marc Lamoure, prod. MPM Film
- FILAF d'Argent: The Great Museum de Johannes Holzhausen, prod. Navigator Film
- Premi Especial del Jurat: Haus Tugendhat de Dieter Reifarth, prod. Strandfilm et Pandora Film

2015
Livres
- FILAF d'Or: African modernism, The Architecture of Independence. Ghana, Senegal, Côte d'Ivoire, Kenya, Zambia de Manuel Herz, éd Park Books, Suisse, 2015
- FILAF d'Argent: Earthquakes, Mudslides, Fires & Riots: California & Graphic Design, 1936-1986 de Louise Sandhaus, éd Metropolis Books, États-Unis, 2015
- Premi Especial del Jurat: L'Industrie d'art romaine tardive de Alois Riegl, Christopher S. Wood, Emmanuel Alloa, éd Macula, France, 2014

Films
- FILAF d'Or: Paul Sharits de François Miron 85’, 2015 (Canada), prod: Filmgrafix Production
- FILAF d'Argent: ART WAR de Marco Wilms 90’, 2014 (Allemagne), prod :Heldenfilm / ZDF / Arte / MFG Filmförderung Baden-Württemberg
- Premi Especial del Jurat: Sobre la marxa de Jordi Morató 77’, 2014 (Espagne), prod: La Termita Films / Universitat Pompeu Fabra

## Publicació
El festival publica anualment una publicació de la revista, filaf annual. La primera edició va ser publicada en 2012. L'editor és Sébastien Planas.